# Rock and roll britannico
Il rock and roll britannico o rock 'n' roll britannico (dall'inglese British rock and roll) è uno stile di popular music britannica basato sul rock and roll americano, che emerse nei tardi anni '50 e fu popolare e dominante fino all'arrivo della musica beat nel 1962. In genere il rock and roll britannico veniva considerato meno importante della versione americana del genere, tanto da avere un impatto internazionale piuttosto marginale. Fu comunque importante nella costruzione di un modello giovanile, culturale e musicale britannico, e fu un fattore chiave nel successivo sviluppo che portò alla British invasion degli anni '60. Dagli anni '60, uno dei più importanti artisti del genere fu Cliff Richard che riuscì ad avere una discreta carriera con successivi periodi di rivalutazione di questo genere musicale.

## Storia del rock and roll britannico

### Origini

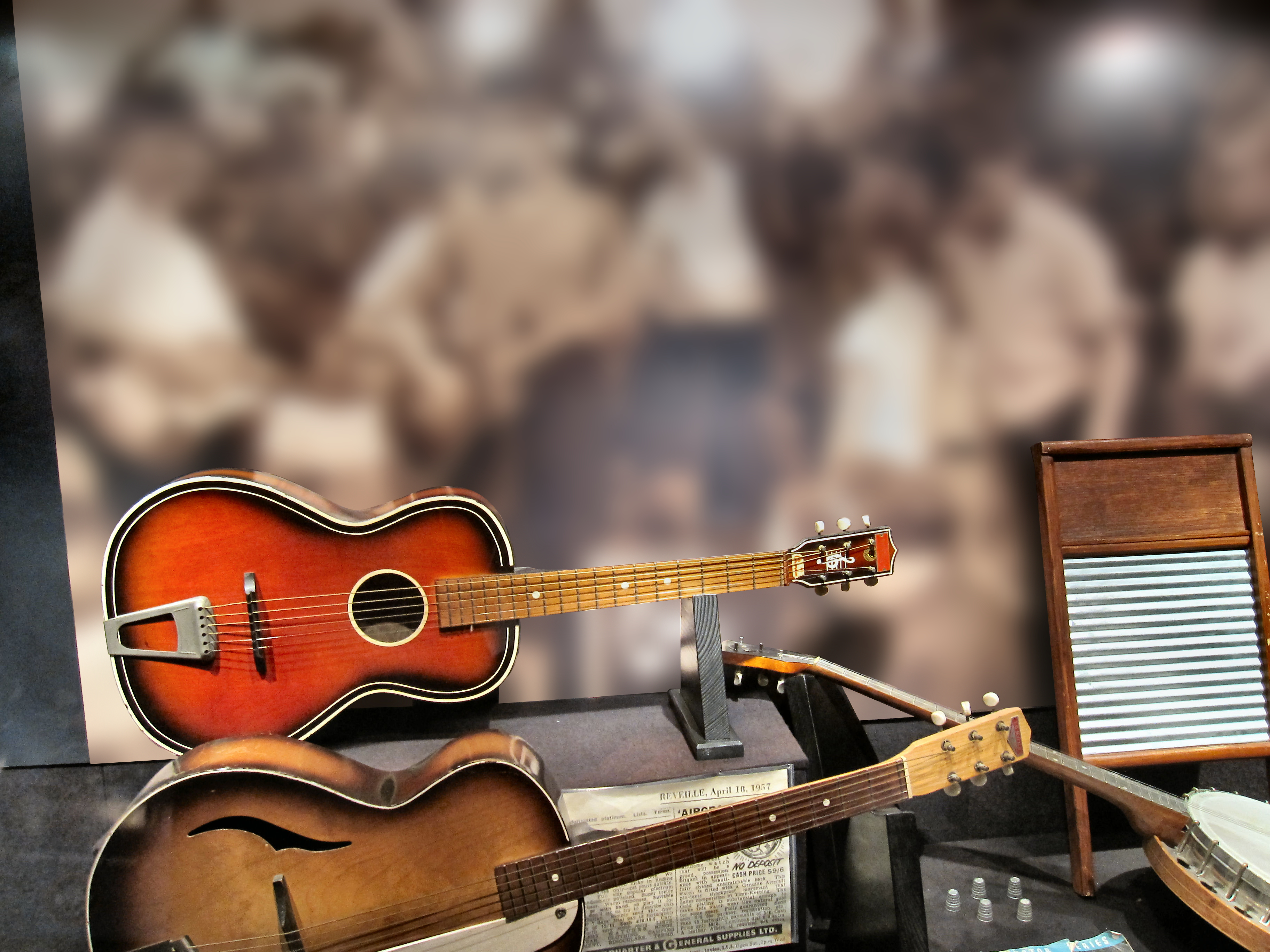
Strumenti della band skiffle the Quarrymen, che divennero poi the Beatles

Negli anni '50 la Gran Bretagna fu particolarmente predisposta ad accogliere la cultura e la musica rock and roll americana. La condivisione della stessa lingua aveva dato particolare visibilità alla cultura americana, anche grazie alla permanenza delle truppe americane nel paese durante la seconda guerra mondiale, ed anche se l'isola non aveva goduto della stessa prosperità economica degli USA, lo sviluppo sociale era molto simile in particolar modo per quanto riguardava lo sviluppo delle attività giovanili e delle sottoculture. Le similitudini furono tanto più evidenti con la nascita dei Teddy Boy dalla classe operaia londinese a partire dal 1953 che adottarono uno stile edoardiano della generazione dei loro nonni. Il pubblico britannico era abituato alla popular music statunitense ed i musicisti inglesi furono influenzati dagli stili musicali americani, ed in particolare dal Trad jazz da cui vennero sviluppati alcuni stili precursori del rock and roll come il boogie-woogie. Da queste influenze nacque la skiffle mania nel 1955, e principalmente dalla versione di "Rock Island Line" di Lonnie Donegan che arrivò tra i primi posti della classifica inglese. Lo Skiffle produsse quindi un pubblico inglese fortemente appassionato della canzone folk americana che influenzò molti musicisti successivi di rock and roll, folk, R&B e beat tra cui John Lennon e Paul McCartney che prima dei Beatles suonarono assieme nel gruppo skiffle Quarrymen nel 1957.
Nello stesso tempo il pubblico britannico si stava avvicinando sempre più al rock and roll americano. Per molti, le prime informazioni arrivavano dai film americani come Il seme della violenza (1955) e Rock Around the Clock (1955). Nella colonna sonora di entrambi i film vi era il brano di Bill Haley & His Comets dal titolo Rock Around the Clock, che contribuirono poi a far arrivare la canzone ai vertici della classifica del Regno Unito tra il 1955 ed il 1956, causando anche la disapprovazione dei benpensanti nella scena in cui i frequentatori del cinema strappano le sedie per ballare, identificando il rock 'n' roll con la violenza fino quasi a vietarne il passaggio in radio e TV. Anche per queste ragioni divenne una componente del movimento giovanile sotterraneo che fu poi adottato dalla sottocultura dei Teddy Boy. Negli anni '50 la radio del Regno Unito era monopolio della BBC e la musica popular era trasmessa soltanto dalla BBC Light Programme e la trasmissione dei dischi era in genere molto limitata. Nonostante questo i brani di rock and roll americano divennero sempre più forti nelle classifiche. Elvis Presley raggiunse il secondo posto con Heartbreak Hotel nel 1956 ed ebbe altri 9 singoli nei primi 30 posti. Il primo brano del genere a raggiungere il primo posto fu All Shook Up nel 1957 ed a lui seguirono Buddy Holly and the Crickets e Jerry Lee Lewis.

### Evoluzione, industria ed autori

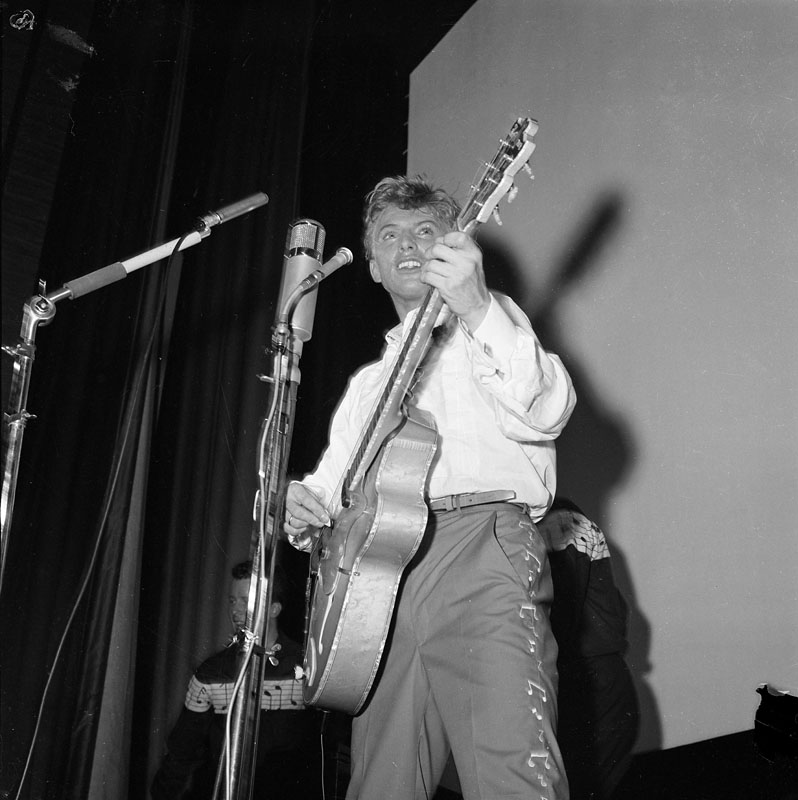
Tommy Steele, uno dei primi rock and rollers britannici, mentre suona a Stoccolma nel 1957

La risposta iniziale dell'industria musicale britannica era di tentare di produrre le copie esatte dei dischi americani, spesso registrate da musicisti professionisti in copie quasi perfette, ma che mancavano di dell'energia e della spontaneità che caratterizzavano il rock and roll americano. Altri musicisti di rock and roll britannico iniziarono presto a comparire dal declino del skiffle, e tra questi Wee Willie Harris (spesso considerato l'iniziatore) e Tommy Steele che ebbe il maggior successo in questa ondata, venendo soprannominato "the British Elvis" e scalò le classifiche con il suo "Rock with the Caveman" arrivando tra i primi 20, per arrivare invece al primo posto con "Singing the Blues" nel 1956. Un'altra risposta a quello americano, era di trattare il rock-and-roll come scherzo, come in "Bloodnok's Rock and Roll Call" registrato da The Goons, che arrivò in classifica al 3º posto nel 1956. Lo stile dolce, giocoso e totalmente imitativo di gran parte del rock and roll britannico di questo periodo significò quindi che il rock and roll americano rimase dominante, ma questo processo fu comunque importante nell'orientamento dell'industria discografica inglese verso un mercato giovanile. Nel 1958 la Gran Bretannia produsse la sua prima, autentica star del rock and roll, quando Cliff Richard and the Drifters raggiunsero un secondo posto con "Move It", che combinava un rock'n'roll blueseggiante con un atteggiamento e dei testi di tutto rispetto.
Il successo di "Move It" era in parte dovuto alla partecipazione al programma televisivo indipendente Oh Boy! (1958-59), uno dei primi tentativi della BBC di fare un programma attento alle evoluzioni musicali giovanili. Fin dall'anno precedente, con Six-Five Special (1957–58), la BBC iniziò a fare programmi musicali che potessero sostenere il rock and roll britannico di musicisti come Marty Wilde, Johnny Gentle, Vince Eager, Adam Faith e Duffy Power molti dei quali raggiunsero le classifiche inglesi. Cliff Richard, con la sua band di accompagnamento The Shadows, furono l'esempio di rock'n'roll più di successo del periodo. In particolare The Shadows, ed il loro chitarrista Hank Marvin furono molto influenti nella generazione successiva di musicisti, aiutando a consolidare l'utilizzo della formazione chitarra, basso e batteria nelle band inglesi, anche se i loro lavori tendono oggi ad essere visti come blande imitazioni del rock and roll americano. È da notare che Cliff Richard iniziò presto a disfarsi della sua immagine rock and roll da simil-Elvis, per abbracciare uno stile più sobrio ed omologato.
Tra i tardi '50 ed i primi '60 il British rock and roll vi furono artisti anche più dinamici che includevano lo stile compositivo rockabilly di Billy Fury, aiutato dalla chitarra di Joe Brown nel suo album del 1960 Sound of Fury, considerato uno dei capolavori del periodo. Tony Sheridan, Vince Taylor ed i Screaming Lord Sutch and the Savages il lavoro dei quali, potrebbe essere comparato a quello del rock and roll americano. O anche altri artisti come Terry Dene, "una bella voce rock and roll"; Johnny Brandon, che girò gli USA nel 1956; Dickie Pride, Roy Young e Helen Shapiro; Ma l'unica realizzazione ad essere descritta come "un classico rock pre-Beatle" fu Johnny Kidd & the Pirates.
Molti dei dischi più innovativi del periodo erano prodotti da Joe Meek e tra questi vi furono alcuni dei brani più famosi di John Leyton e the Tornados, di cui il brano "Telstar" del 1962, fu la prima canzone inglese ad entrare tra i primi 100 posti della classifica americana.

### Declino
Il primo rock and roll britannico tramontò con il nascere della nuova musica beat, nel 1962. Molti artisti di rock and roll continuarono la loro carriera ed anche se alcuni artisti riuscivano occasionalmente a far arrivare brani in classifica, il British rock and roll sparì gradualmente dalle classifiche quando la beat prima e la R&B poi, divennero dominanti.

## Revival del British Rock and Roll

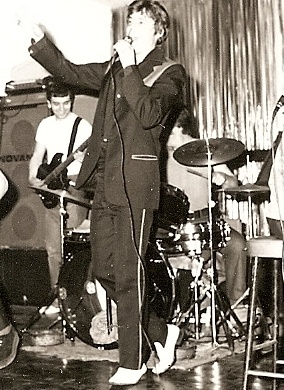
Shakin Stevens, autore che rivalutò il rock and roll britannico facendone una propria versione, mentre suona nel 1976

Il rock and roll britannico vive periodici momenti di rivalutazione. Tra questi, negli anni '70 con brani di pop nostalgico come Showaddywaddy e Alvin Stardust, oppure Shakin' Stevens negli anni '80.

## Influenze
In generale il primo British rock and roll fu un prodotto di seconda classe, che ebbe un impatto marginale sul mercato americano dove la musica inglese era sconosciuta prima del 1963. Anche in Gran Bretagna la sua importanza era limitata, tanto che le band di rhythm and blues britannico come the Rolling Stones e the Yardbirds cercarono le loro radici direttamente alla fonte del rock and roll americano, e perfino le band del beat, che ripresero molto più dalla versione britannica, preferivano fare cover di artisti come Chuck Berry, utilizzando solo raramente gli artisti britannici. Il primo rock and roll britannico fu comunque indubbiamente d'ispirazione per la strumentazione e per l'immagine del beat che portò alla "British invasion", ma dovette cambiare radicalmente in qualcosa di nuovo, prima di riuscire ad ottenere un vero impatto sui fratelli americani.